# Cyrtotrochalus nitens
Cyrtotrochalus nitens är en skalbaggsart som beskrevs av Frey 1968. Cyrtotrochalus nitens ingår i släktet Cyrtotrochalus och familjen Melolonthidae. Inga underarter finns listade i Catalogue of Life.